# Proceratium taino
Proceratium taino (лат.) — вид мелких муравьёв из подсемейства Proceratiinae (Formicidae). Эндемики Доминиканской Республики. Название происходит от слова Taino (Таино), названия коренных жителей острова Эспаньола (Гаити) во время прибытия первых европейцев в Карибское море.

## Распространение
Остров Гаити (Северная Америка): Доминиканская Республика.

## Описание
Мелкие муравьи с загнутым вниз и вперёд кончиком брюшком (длина рабочих 3,70—4,30 мм; длина глаз составляет 0,06 мм; длина самок 4 мм). От близких видов отличается следующими признаками: постпетиоль короче, чем 1/2 первого брюшного тергита; верх проподеума покрыт и длинными и короткими волосками. Средние голени без гребенчатых шпор. Нижнечелюстные щупики 3-члениковые, нижнегубные щупики состоят из 2 сегментов. Окраска коричневая. Предположительно, как и другие близкие виды охотятся на яйца пауков и других членистоногих.

## Классификация
Относится к группе видов из клады Proceratium micrommatum, наиболее близок к видам Proceratium mexicanum и Proceratium dominicanum.